# Hoplosternum punctatum
Hoplosternum punctatum es una especie de pez de la familia Callichthyidae en el orden de los Siluriformes.

## Morfología
• Los machos pueden llegar alcanzar los 7,7 cm de longitud total.

## Hábitat
Es un pez de agua dulce y de clima tropical.

## Distribución geográfica
Se encuentran en América:  cuencas fluviales  pacíficas de Panamá y cuenca del río Atrato en Colombia.